# Socratès Chrestos
Socratès Chrestos de Bithynie (grec : Σωκράτης ό χρηστός ; mort en 90/89 av. J.-C.) est roi de Bithynie entre 92 et 90 av. J.-C.

## Origine
À sa mort en 94 av. J.-C., le roi Nicomède III de Bithynie laisse deux fils, Nicomède IV qui lui succède et un second fils peut-être illégitime nommé Socratès, qui revendique également le trône.

## Prétendant et usurpateur
Après avoir tenté d'assassiner Nicomède IV par l'intermédiaire d'un certain Alexandre, le roi Mithridate VI du Pont décide de lui opposer Socratès, qui envahit la Bithynie à la tête d'une armée pontique commandée par les généraux Archélaos et son frère Néoptolème et s'empare du royaume.
Vaincu, Nicomède III s'enfuit à Rome où il retrouve Ariobarzane Ier de Cappadoce, lui aussi dépossédé de son royaume au profit d'Ariarathe IX, fils de Mithridate VI, afin de réclamer justice. Socratès, surnommé Chrestos (i.e. « l'Oint »), est proclamé roi ; il n'est toutefois qu'un fantoche et la Bithynie se trouve de facto intégrée dans l'Empire pontique de Mithridate VI.
Le Sénat romain décide d'envoyer en 90 av. J.-C. une commission conduite par Manius Aquilius, fils du créateur de la province d'Orient. Socratès réclame l'assistance de Mithridate VI, mais ce dernier se garde d'intervenir et, afin d'éviter d'avoir à le livrer aux Romains, le fait mettre à mort.

## Source
- Claude Vial, Les Grecs de la bataille d'Apamée à la bataille d'Actium, n° H 216, Éditions du Seuil, coll. « Points histoire », Paris, 1995  (ISBN 2020131315), p. 177.